# Campion cruciferus
Campion cruciferus är en insektsart som först beskrevs av Navás 1914.  Campion cruciferus ingår i släktet Campion och familjen fångsländor. Inga underarter finns listade i Catalogue of Life.